# گابریل برگن
گابریل برگن (انگلیسی: Gabriel Bergen؛ زادهٔ ۶ ژوئیهٔ ۱۹۸۲) ورزشکار روئینگ اهل کانادا است.
وی در مسابقات کشوری و بین‌المللی در مجموع برندهٔ ۱ مدال طلا، ۲ مدال نقره، ۱ مدال برنز شده‌است.